# TP S.A. Tower
La TP S.A. Tower es un rascacielos de la capital polaca, (Varsovia), que está formado por una torre de oficinas. Se encuentra ubicado en la calle Twarda, en el distrito financiero de Varsovia, en el centro de la ciudad y alberga la sede de su inversionista, el operador de telecomunicaciones Telekomunikacja Polska (TP), con un pequeño espacio dedicado a otras empresas.
Para la construcción de la torre fue contratada inicialmente Piasecki S.A. (PIA) el 1 de agosto de 1997, originalmente prevista para completarse el 30 de junio de 2002. En 2002, sin embargo, el contratista se encontró incapaz de completar la estructura debido a la tensa situación financiera, y la empresa inversora se contrató a PORR Polonia S.A. (Quién ha realizado una serie de edificios de oficinas y torres de Varsovia) para terminar la construcción. Tras la firma del nuevo contrato a principios de 2003, la torre fue terminada en diciembre de 2003. La torre fue construida a través del "top-down" de tecnología, con dos de las partes sobre y bajo tierra de la estructura al mismo tiempo se está construyendo. Durante la excavación de los cimientos de la torre, se encntró 580 kg de cascos de artillería de la Segunda Guerra Mundial ocho metros por debajo del nivel del suelo.
La torre fue diseñada por los arquitectos de Apar-Diseño y Arca A & C, Despachos, y consiste en una composición de cilindros y paralelepípedos. El diseño estructural estuvo a cargo de la ATM Thomas Ziętała. La torre tiene 30 pisos y cinco pisos subterráneos, Tiene una profundidad de 16,5 metros por debajo del nivel del suelo y aumenta a los 128 metros de altura. El edificio cuenta con casi 50.000 m² de espacio, más de 41.000 de los cuales son utilizables.
Una característica singular del edificio es el hueco del ascensor exterior, inclinado 14°, que conecta el nivel de la calle con una de las plantas de oficinas más altas por medio de una cabina de ascensor que transcurre a 2.5 m/s. Aparte de esto, hay otros siete ascensores rectos en el núcleo del edificio. La torre es un edificio moderno, inteligente, equipado con la construcción de sistemas de automatización. Sobre el edificio se asienta una plataforma de aterrizaje de helicópteros (Helipuerto), lo que impide la maximización de la altura con fijaciones como antenas.